# Tiroteos de Puente Piedra de 2024
Los tiroteos de Puente Piedra fueron cuatro tiroteos masivos no consecutivos que ocurrieron el 5 de mayo, el 2 y 23 de julio y el 8 de septiembre de 2024 en el distrito peruano homónimo, en Lima Metropolitana.

## Contexto
Puente Piedra desde enero de 2024 enfrentó una crisis de seguridad por la presencia de extorsionadores y cobros de cupo, siendo muchos de esos miembros delincuenciales de edades juveniles, de acuerdo a la gestión del entonces alcalde Rennán Espinoza.
Las autoridades de seguridad como el Ministerio del Interior tienen un nivel bajo de presencia en el distrito, mientras que la Policía Nacional del Perú presenta carencias tecnológicas.

## Ataque del 5 de mayo
El ataque ocurrió en una zona peatonal de la avenida Famesa cuando cuatro hombres armados llegaron y abrieron fuego contra un motorizado que se encontraba estacionado, el sujeto logró saltar de su vehículo y huir, pero los disparos alcanzaron a dos transeúntes que estaban de paso. Los atacantes salieron del sitio del suceso, para luego volver con más cómplices y revisar la escena.
Las víctimas fueron identificadas como Adela Churano Vega (55 años) y Edward Rusell Guzmán Velásquez (26 años), la primera falleció en el lugar y el segundo camino al hospital del distrito. No se informó al público la identidad del objetivo real de los sicarios que dejó su vehículo abandonado.

## Ataque del 2 de julio
El suceso se desarrolló el 2 de julio de 2024 en la asociación habitacional Luis Pardo Novoa en horas de la madrugada en una casa del Lote G5, dentro de la asociación. Una camioneta se dirigió a la vereda del sitio festivo y abrieron fuego contra los presentes.
Finalizado el ataque, los atacantes se retiraron velozmente; los vecinos salieron a socorrer a los heridos y entre ellos y el serenazgo del distrito trasladaron a cinco de los heridos al Hospital Carlos Lanfranco La Hoz. La PNP cercó el lugar atacado para las investigaciones.
Se registró que las víctimas se encontraban celebrando un cumpleaños y libando licor, de esas víctimas cinco eran varones y una mujer. Según la PNP, de acuerdo a relatos de testigos, la camioneta de los atacantes estaba rondando el sitio del ataque días antes.

## Ataque del 23 de julio
El suceso se llevó a cabo en horas de la noche en un local de venta de hamburguesas ubicado en el cruce de la avenida Miguel Grau con el pasaje Lirios, en la que el objetivo fueron dos personas que se encontraban consumiendo dichos alimentos.
Los atacantes ingresaron al sitio y abrieron fuego contra la mesa de los objetivos quienes no se percataron de los disparos, los demás comensales intentaron usar las mesas como escudo o esconderse en cualquier otro lugar, posteriormente los atacantes huyeron.
La PNP acudió al punto del ataque para el levantamiento de los cuerpos, las autoridades informaron que los fallecidos eran de nacionalidad venezolana y que no se registró heridos, para la PNP los acribillados y los atacantes estaban inmersos en un conflicto de bandas por el control del comercio informal de trabajo sexual en el distrito.

## Ataque del 8 de septiembre

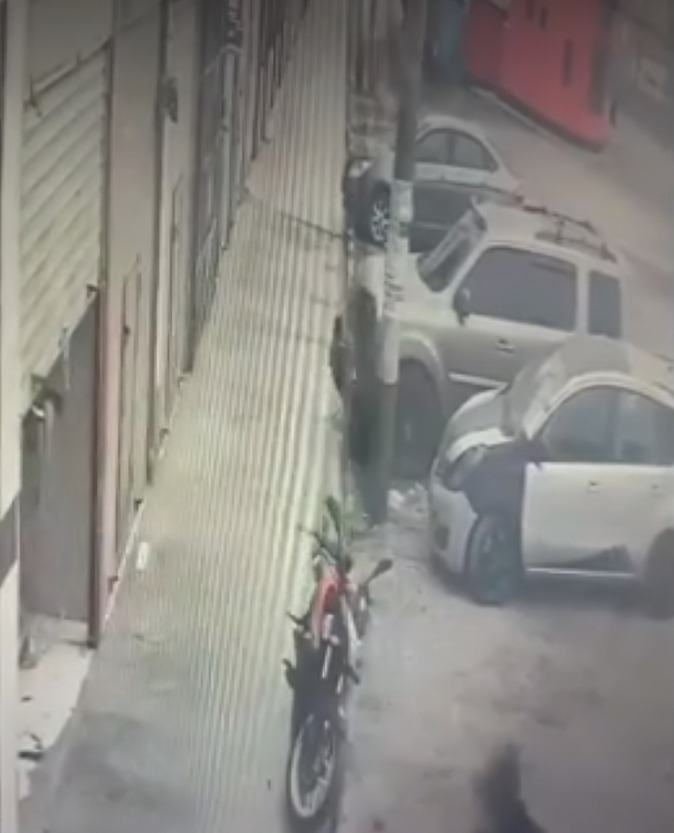
Grabación CCTV de las afueras del local Rosabar luego del ataque.

A la altura de la Panamericana Norte que pasa por el distrito se ubicaba un restobar llamado "Rosabar", el 8 de septiembre el sitio se encontraba en sus actividades lúdicas usuales, alrededor de la 5 a.m. (hora peruana) un grupo de desconocidos llegaron en un minivan e ingresaron al lugar, para luego tomar de rehenes a todos los presentes y abrir fuego indiscriminadamente contra los presentes. Los disparos también alcanzaron a personal del lugar, luego del suceso los atacantes se retiraron y la PNP ingreso al lugar y junto al Serenazgo del distrito trasladaron a los heridos al Hospital Carlos Lanfranco La Hoz. En total desde el ataque hasta el retiro el incidente duró desde las 5 a.m. hasta las 8 a.m. aproximadamente.
El Ministerio de Salud informó que de las víctimas cinco fueron ingresados por herida por arma de fuego, una por perdida de consciencia y dos fueron declaradas muertas. Uno de los menores heridos fue trasladada al Instituto Nacional de Salud del Niño - Sede Breña.

"Han matado a dos personas en medio de la fiesta. Hubo una pequeña discusión y los han matado. Creo que hay dos o tres chicas heridas que están en el hospital"
Relato de uno de los sobrevivientes a Radio Exitosa, 8 de septiembre de 2024.

Las víctimas mortales se dedicaban al rubro de la albañilería en el distrito, vivían cerca al lugar del ataque y de acuerdo a sus familiares no recibieron amenaza alguna en días previos. Por el contrario, para la investigación policial el enfrentamiento se debió a una riña de bandas criminales rivales.
Luego del ataque los vecinos informaron su malestar sobre la existencia del restobar, además de que cerca al sitio había un local de serenazgo.